# CD Universidad de Guadalajara
A Club Deportivo Universidad de Guadalajara vagy Leones Negros (Fekete Oroszlánok) a mexikói Guadalajara egyik labdarúgócsapata. Legnagyobb sikerük, hogy 1991-ben megnyerték a mexikói kupát, háromszor pedig bajnoki ezüstérmesek lettek. 2015 nyarától a másodosztályú bajnokságban szerepelnek.

## Története
A Guadalajarai Egyetem első labdarúgócsapata, melyet a mai Leones Negros elődjének tekinthetünk, a Venados (Szarvasok) volt, mely 1970-ben jött létre és a harmadosztályban kezdte meg szereplését. Az 1972–1973-as szezontól kezdve már Leones néven játszottak a másodosztályban. Bár a következő évben rendkívül jól szerepeltek, az első osztályba való feljutás mégsem sikerült, mert a döntőt elbukták az új-leóni egyetem csapata, a Tigres ellen. Ennek ellenére az 1974–1975-ös szezont mégis az első osztályban kezdhették meg, ugyanis felvásárolták a CF Torreón csapatát.
A szezont színes bőrű brazil játékosokkal megerősödve kezdték el, nekik volt köszönhető, hogy a csapatot ezentúl Leones helyett már Leones Negrosnak kezdték nevezni. Játékuk ebben az időszakban igen eredményes volt: 1976-ban és 1977-ben is a bajnoki döntőig meneteltek, de először az América, másodszor a Pumas de la UNAM akadályozta meg őket az aranyérem megszerzésében. A sikeres szereplés a nézőket is vonzotta: ez idő tájt a Leones Negros volt az egyik legnépszerűbb csapat az országban.
1990-ben ismét a döntőig jutottak, de ekkor a Puebla győzte le őket. A következő évben a kupában viszont megnyerték a döntőt is. Innentől kezdve azonban lassú hanyatlás következett: 1994-ben ki is estek az első osztályból, ahova csak 2014-ben jutottak vissza. Egy év múlva azonban ismét búcsúzni kényszerültek a legmagasabb osztálytól.

## Bajnoki eredményei
A csapat első osztályú szereplése során az alábbi eredményeket érte el:
| Év            | Alapszakasz-helyezés | Eredmény a rájátszásban |
| ------------- | -------------------- | ----------------------- |
| 1974–1975     | 8. hely              |                         |
| 1975–1976     | 6. hely              | 2. hely                 |
| 1976–1977     | 3. hely              | 2. hely                 |
| 1977–1978     | 7. hely              | Negyeddöntős            |
| 1978–1979     | 11. hely             |                         |
| 1979–1980     | 14. hely             |                         |
| 1980–1981     | 16. hely             |                         |
| 1981–1982     | 5. hely              | Negyeddöntős            |
| 1982–1983     | 5. hely              | Elődöntős               |
| 1983–1984     | 14. hely             |                         |
| 1984–1985     | 2. hely              | Negyeddöntős            |
| Prode 1985    | 6. hely              | Negyeddöntős            |
| México 1986   | 11. hely             |                         |
| 1986–1987     | 15. hely             |                         |
| 1987–1988     | 2. hely              | Elődöntős               |
| 1988–1989     | 10. hely             |                         |
| 1989–1990     | 5. hely              | 2. hely                 |
| 1990–1991     | 5. hely              | Negyeddöntős            |
| 1991–1992     | 19. hely             |                         |
| 1992–1993     | 16. hely             |                         |
| 1993–1994     | 18. hely             |                         |
| 2014 Apertura | 14. hely             |                         |
| 2015 Clausura | 16. hely             |                         |

## Stadion
Az 56 713 férőhelyes (más forrás szerint 63 163 fős) Estadio Jalisco Guadalajara központjától északkeletre található. 1954-ben tervezte el a Club Atlas akkori elnöke, Alberto Alvo, hogy a csapat számára egy saját stadiont kellene építeni. A nehézségek ellenére a stadion mintegy 6 év alatt fel is épült, ünnepélyes avatását 1960. január 31-én tartották.
Az épületbe 14 kapun keresztül léphetünk be, három szinten összesen 646 lelátószektora van, és 8 öltözővel rendelkezik. A gyepszőnyeget az év 365 napján gondozzák. 1960-ban egy kis kápolnát is felszenteltek a stadionon belül, ahol minden mérkőzés előtt szentmisét tartanak. A stadion melletti 572 férőhelyes parkoló bővítése tervben van.
A stadion szerepelt mind az 1970-es, mind az 1986-os labdarúgó-világbajnokság helyszínei között.